# Lega Pro 2016/17
Die Lega Pro 2016/17 war die 3. Spielzeit der dritthöchsten italienischen Spielklasse im Fußball der Männer.

## Girone A

### Tabelle
| Pl. | Verein                     | Sp. | S  | U  | N  | Tore    | Diff. | Punkte |
| --- | -------------------------- | --- | -- | -- | -- | ------- | ----- | ------ |
| 1.  | US Cremonese               | 38  | 24 | 6  | 8  | 068:400 | +28   | 78     |
| 2.  | US Alessandria Calcio      | 38  | 23 | 9  | 6  | 064:330 | +31   | 78     |
| 3.  | AS Livorno (A)             | 38  | 19 | 12 | 7  | 051:300 | +21   | 69     |
| 4.  | US Arezzo                  | 38  | 18 | 11 | 9  | 050:380 | +12   | 65     |
| 5.  | AS Giana Erminio           | 38  | 17 | 12 | 9  | 056:430 | +13   | 63     |
| 6.  | Piacenza Calcio (N)        | 38  | 17 | 10 | 11 | 056:410 | +15   | 61     |
| 7.  | Como Calcio 1 (A)          | 38  | 15 | 14 | 9  | 055:490 | +6    | 59     |
| 8.  | AS Viterbese Castrense (N) | 38  | 14 | 12 | 12 | 043:420 | +1    | 54     |
| 9.  | AS Lucchese Libertas 2     | 38  | 13 | 14 | 11 | 047:390 | +8    | 51     |
| 10. | AC Renate                  | 38  | 12 | 15 | 11 | 036:360 | ±0    | 51     |
| 11. | AS Pro Piacenza            | 38  | 15 | 6  | 17 | 040:420 | −2    | 51     |
| 12. | Robur Siena                | 38  | 13 | 6  | 19 | 045:490 | −4    | 45     |
| 13. | US Pistoiese 3             | 38  | 10 | 14 | 14 | 042:430 | −1    | 43     |
| 14. | US Pontedera               | 38  | 9  | 16 | 13 | 038:500 | −12   | 43     |
| 15. | Olbia Calcio 1905 (N)      | 38  | 12 | 6  | 20 | 043:590 | −16   | 42     |
| 16. | Carrarese Calcio           | 38  | 10 | 9  | 19 | 044:540 | −10   | 39     |
| 17. | AC Prato                   | 38  | 11 | 6  | 21 | 035:590 | −24   | 39     |
| 18. | AC Tuttocuoio 1957         | 38  | 9  | 11 | 18 | 037:530 | −16   | 38     |
| 19. | Lupa Roma FC               | 38  | 7  | 12 | 19 | 028:480 | −20   | 33     |
| 20. | SS Racing Roma             | 38  | 7  | 9  | 22 | 038:680 | −30   | 30     |

| Zum Saisonende 2016/17 |
| Aufstieg in die Serie B 2017/18 Teilnahme an der zweiten Runde der Aufstiegs-Play-offs Teilnahme an der ersten Runde der Aufstiegs-Play-offs Teilnahme an den Abstiegs-Play-offs Abstieg in die Serie D 2017/18 |

|                                                 |                                       |
| Zum Saisonende 2015/16                          |                                       |
| (A)                                             | Absteiger aus der Serie B 2015/16     |
| (N)                                             | Neuaufsteiger aus der Serie D 2015/16 |
| Bei Punktgleichheit zählt der direkte Vergleich |                                       |

### 1. Runde der Aufstiegs-Play-offs
| Datum      |                  | Ergebnis     |                        |
| ---------- | ---------------- | ------------ | ---------------------- |
| 13.05.2017 | AC Arezzo        | 1:2 (1:0)    | AS Lucchese Libertas   |
| 14.05.2017 | AS Livorno       | 2:1 (2:1)    | AC Renate              |
| 14.05.2017 | AS Giana Erminio | 12:2 (1:1) 1 | AS Viterbese Castrense |
| 14.05.2017 | Piacenza Calcio  | 2:1 (1:0)    | Como Calcio            |

### Abstiegs-Play-outs
In den Abstiegs-Play-offs der Gruppe A treffen in Spiel 1 der 16. und 19. sowie in Spiel 2 der 17. und 18. in Hin- und Rückspiel aufeinander. Die in der Tabelle besser platzierte Mannschaft hat im Rückspiel Heimrecht.
| Datum      |                  | Ergebnis  |                  |
| ---------- | ---------------- | --------- | ---------------- |
| 21.05.2017 | Lupa Roma FC     | 0:1 (0:1) | Carrarese Calcio |
| 28.05.2017 | Carrarese Calcio | 1:0 (0:0) | Lupa Roma FC     |
| Gesamt:    | Lupa Roma FC     | 0:2       | Carrarese Calcio |

| Datum      |                    | Ergebnis  |                    |
| ---------- | ------------------ | --------- | ------------------ |
| 21.05.2017 | AC Tuttocuoio 1957 | 2:2 (2:1) | AC Prato           |
| 28.05.2017 | AC Prato           | 0:0       | AC Tuttocuoio 1957 |
| Gesamt:    | AC Tuttocuoio 1957 | 12:2 1    | AC Prato           |

Damit verbleiben Carrarese Calcio sowie der AC Prato in der Lega Pro, während der AC Tuttocuoio 1957 und Lupa Roma FC den Gang in die Viertklassigkeit antreten müssen.

## Girone B

### Tabelle
| Pl. | Verein                  | Sp. | S  | U  | N  | Tore    | Diff. | Punkte |
| --- | ----------------------- | --- | -- | -- | -- | ------- | ----- | ------ |
| 1.  | FC Venedig (N)          | 38  | 23 | 11 | 4  | 056:290 | +27   | 80     |
| 2.  | Parma Calcio (N)        | 38  | 20 | 10 | 8  | 055:360 | +19   | 70     |
| 3.  | Pordenone Calcio        | 38  | 19 | 9  | 10 | 068:420 | +26   | 66     |
| 4.  | Calcio Padova           | 38  | 19 | 9  | 10 | 050:310 | +19   | 66     |
| 5.  | AC Reggiana             | 38  | 16 | 11 | 11 | 043:360 | +7    | 59     |
| 6.  | AS Gubbio 1910 (N)      | 38  | 17 | 7  | 14 | 044:490 | −5    | 58     |
| 7.  | SS Sambenedettese (N) 1 | 38  | 15 | 11 | 12 | 053:470 | +6    | 55     |
| 8.  | Feralpisalò             | 38  | 15 | 8  | 15 | 047:450 | +2    | 53     |
| 9.  | UC AlbinoLeffe          | 38  | 12 | 16 | 10 | 038:340 | +4    | 52     |
| 10. | Bassano Virtus          | 38  | 13 | 12 | 13 | 048:520 | −4    | 51     |
| 11. | Santarcangelo Calcio 2  | 38  | 13 | 13 | 12 | 044:390 | +5    | 50     |
| 12. | FC Südtirol             | 38  | 12 | 11 | 15 | 033:400 | −7    | 47     |
| 13. | SS Maceratese 3         | 38  | 12 | 14 | 12 | 036:400 | −4    | 46     |
| 14. | FC Modena (A)           | 38  | 11 | 11 | 16 | 031:350 | −4    | 44     |
| 15. | Mantova FC 4            | 38  | 10 | 11 | 17 | 037:500 | −13   | 41     |
| 16. | SS Teramo Calcio        | 38  | 9  | 13 | 16 | 039:430 | −4    | 40     |
| 17. | Alma Juventus Fano (N)  | 38  | 9  | 12 | 17 | 028:420 | −14   | 39     |
| 18. | FC Forlì (N)            | 38  | 8  | 13 | 17 | 032:550 | −23   | 37     |
| 19. | AC Lumezzane            | 38  | 7  | 13 | 18 | 026:440 | −18   | 34     |
| 20. | AC Ancona 5             | 38  | 7  | 11 | 20 | 028:470 | −19   | 31     |

| Zum Saisonende 2016/17 |
| Aufstieg in die Serie B 2017/18 Teilnahme an der zweiten Runde der Aufstiegs-Play-offs Teilnahme an der ersten Runde der Aufstiegs-Play-offs Teilnahme an den Abstiegs-Play-offs Abstieg in die Serie D 2017/18 |

|                                                 |                                       |
| Zum Saisonende 2015/16                          |                                       |
| (A)                                             | Absteiger aus der Serie B 2015/16     |
| (N)                                             | Neuaufsteiger aus der Serie D 2015/16 |
| Bei Punktgleichheit zählt der direkte Vergleich |                                       |

### 1. Runde der Aufstiegs-Play-offs
| Datum      |                  | Ergebnis     |                   |
| ---------- | ---------------- | ------------ | ----------------- |
| 13.05.2017 | AS Gubbio 1910   | 2:3 (0:2)    | SS Sambenedettese |
| 14.05.2017 | Pordenone Calcio | 2:0 (1:0)    | Bassano Virtus    |
| 14.05.2017 | Calcio Padova    | 1:3 (0:1)    | UC AlbinoLeffe    |
| 14.05.2017 | AC Reggiana      | 12:2 (1:2) 1 | Feralpisalò       |

### Abstiegs-Play-outs
In den Abstiegs-Play-offs der Gruppe A treffen in Spiel 1 der 16. und 19. sowie in Spiel 2 der 17. und 18. in Hin- und Rückspiel aufeinander. Die in der Tabelle besser platzierte Mannschaft hat im Rückspiel Heimrecht.
| Datum      |                  | Ergebnis  |                  |
| ---------- | ---------------- | --------- | ---------------- |
| 21.05.2017 | AC Lumezzane     | 1:1 (1:0) | SS Teramo Calcio |
| 28.05.2017 | SS Teramo Calcio | 0:0       | AC Lumezzane     |
| Gesamt:    | AC Lumezzane     | 11:1 1    | SS Teramo Calcio |

| Datum      |                    | Ergebnis  |                    |
| ---------- | ------------------ | --------- | ------------------ |
| 21.05.2017 | FC Forlì           | 1:1 (1:1) | Alma Juventus Fano |
| 28.05.2017 | Alma Juventus Fano | 2:0 (1:0) | FC Forlì           |
| Gesamt:    | FC Forlì           | 0:2       | Alma Juventus Fano |

Damit verbleiben die SS Teramo Calcio sowie Alma Juventus Fano in der Lega Pro, während der AC Lumezzane und der FC Forlì den Gang in die Viertklassigkeit antreten müssen.

## Girone C

### Tabelle
| Pl. | Verein                       | Sp. | S  | U  | N  | Tore    | Diff. | Punkte |
| --- | ---------------------------- | --- | -- | -- | -- | ------- | ----- | ------ |
| 1.  | Foggia Calcio                | 38  | 25 | 10 | 3  | 070:290 | +41   | 85     |
| 2.  | US Lecce                     | 38  | 21 | 11 | 6  | 062:360 | +26   | 74     |
| 3.  | SS Matera Calcio             | 38  | 18 | 11 | 9  | 071:440 | +27   | 65     |
| 4.  | SS Juve Stabia               | 38  | 18 | 10 | 10 | 065:430 | +22   | 64     |
| 5.  | Virtus Francavilla (N)       | 38  | 16 | 9  | 13 | 047:450 | +2    | 57     |
| 6.  | Siracusa Calcio (N)          | 38  | 16 | 9  | 13 | 047:430 | +4    | 57     |
| 7.  | Cosenza Calcio               | 38  | 15 | 10 | 13 | 057:460 | +11   | 55     |
| 8.  | Paganese Calcio 1926 1       | 38  | 14 | 9  | 15 | 051:450 | +6    | 50     |
| 9.  | US Casertana 2               | 38  | 13 | 12 | 13 | 038:420 | −4    | 49     |
| 10. | Unicusano Fondi Calcio (N) 3 | 38  | 11 | 17 | 10 | 049:460 | +3    | 49     |
| 11. | Catania Calcio 4             | 38  | 14 | 12 | 12 | 040:360 | +4    | 47     |
| 12. | SS Fidelis Andria            | 38  | 10 | 17 | 11 | 030:330 | −3    | 47     |
| 13. | Urbs Reggina 1914 (N)        | 38  | 10 | 15 | 13 | 044:540 | −10   | 45     |
| 14. | ACR Messina 5                | 38  | 12 | 10 | 16 | 038:520 | −14   | 42     |
| 15. | SS Monopoli 1966             | 38  | 9  | 15 | 14 | 042:540 | −12   | 42     |
| 16. | SS Akragas                   | 38  | 9  | 12 | 17 | 030:470 | −17   | 39     |
| 17. | US Vibonese Calcio (N)       | 38  | 9  | 12 | 17 | 027:460 | −19   | 39     |
| 18. | US Catanzaro                 | 38  | 9  | 11 | 18 | 036:490 | −13   | 38     |
| 19. | AS Melfi 6                   | 38  | 9  | 8  | 21 | 038:680 | −30   | 34     |
| 20. | Taranto FC 1927 (N)          | 38  | 6  | 12 | 20 | 025:490 | −24   | 30     |

| Zum Saisonende 2016/17 |
| Aufstieg in die Serie B 2017/18 Teilnahme an der zweiten Runde der Aufstiegs-Play-offs Teilnahme an der ersten Runde der Aufstiegs-Play-offs Teilnahme an den Abstiegs-Play-offs Abstieg in die Serie D 2017/18 |

|                                                 |                                       |
| Zum Saisonende 2015/16                          |                                       |
| (A)                                             | Absteiger aus der Serie B 2015/16     |
| (N)                                             | Neuaufsteiger aus der Serie D 2015/16 |
| Bei Punktgleichheit zählt der direkte Vergleich |                                       |

### 1. Runde der Aufstiegs-Play-offs
| Datum      |                    | Ergebnis  |                        |
| ---------- | ------------------ | --------- | ---------------------- |
| 13.05.2017 | Virtus Francavilla | 0:0 1     | Unicusano Fondi Calcio |
| 14.05.2017 | SS Juve Stabia     | 0:0 2     | Catania Calcio         |
| 14.05.2017 | Siracusa Calcio    | 0:2 (0:1) | US Casertana           |
| 14.05.2017 | Cosenza Calcio     | 2:0 (0:0) | Paganese Calcio 1926   |

### Abstiegs-Play-outs
In den Abstiegs-Play-offs der Gruppe A treffen in Spiel 1 der 16. und 19. sowie in Spiel 2 der 17. und 18. in Hin- und Rückspiel aufeinander. Die in der Tabelle besser platzierte Mannschaft hat im Rückspiel Heimrecht.
| Datum      |            | Ergebnis  |            |
| ---------- | ---------- | --------- | ---------- |
| 21.05.2017 | AS Melfi   | 0:0       | SS Akragas |
| 28.05.2017 | SS Akragas | 1:1 (0:1) | AS Melfi   |
| Gesamt:    | AS Melfi   | 11:1 1    | SS Akragas |

| Datum      |                    | Ergebnis  |                    |
| ---------- | ------------------ | --------- | ------------------ |
| 21.05.2017 | US Catanzaro       | 3:2 (1:1) | US Vibonese Calcio |
| 28.05.2017 | US Vibonese Calcio | 1:1 (1:1) | US Catanzaro       |
| Gesamt:    | US Catanzaro       | 4:3       | US Vibonese Calcio |

Damit verbleiben die SS Akragas sowie die US Catanzaro in der Lega Pro, während der AS Melfi und die US Vibonese Calcio den Gang in die Viertklassigkeit antreten müssen.

## Supercoppa Lega Pro
| Datum                   |               | Ergebnis  |               |
| ----------------------- | ------------- | --------- | ------------- |
| 13.05.2017 um 16:30 Uhr | US Cremonese  | 1:2 (1:1) | FC Venedig    |
| 20.05.2017 um 20:30 Uhr | Foggia Calcio | 3:1 (0:0) | US Cremonese  |
| 27.05.2017 um 16:30 Uhr | FC Venedig    | 2:4 (1:3) | Foggia Calcio |

| Pl. | Verein        | Sp. | S | U | N | Tore    | Diff. | Punkte |
| --- | ------------- | --- | - | - | - | ------- | ----- | ------ |
| 1.  | Foggia Calcio | 2   | 2 | 0 | 0 | 007:300 | +4    | 06     |
| 2.  | FC Venedig    | 2   | 1 | 0 | 1 | 004:500 | −1    | 03     |
| 3.  | US Cremonese  | 2   | 0 | 0 | 2 | 002:500 | −3    | 0      |

## Aufstiegs-Play-offs

### 2. Runde
|                      | Gesamt |                       | Hinspiel | Rückspiel |
| -------------------- | ------ | --------------------- | -------- | --------- |
| US Casertana         | 2:4    | US Alessandria Calcio | 1:1      | 1:3       |
| Piacenza Calcio      | 0:2    | Parma Calcio          | 0:0      | 0:2       |
| SS Sambenedettese    | 11:1 1 | US Lecce              | 1:1      | 0:0       |
| Cosenza Calcio       | 3:2    | SS Matera Calcio      | 2:1      | 1:1       |
| Virtus Francavilla   | 20:0 2 | AS Livorno            | 0:0      | 0:0       |
| AS Giana Erminio     | 3:4    | Pordenone Calcio      | 2:1      | 1:3       |
| AC Reggiana          | 2:1    | SS Juve Stabia        | 2:1      | 0:0       |
| AS Lucchese Libertas | 1:0    | UC AlbinoLeffe        | 1:0      | 0:0       |

### Viertelfinale
|                  | Gesamt          |                       | Hinspiel | Rückspiel |
| ---------------- | --------------- | --------------------- | -------- | --------- |
| Parma Calcio     | 4:2             | AS Lucchese Libertas  | 2:1      | 2:1       |
| US Lecce         | 1:1 (4:5 i. E.) | US Alessandria Calcio | 1:1      | 0:0       |
| Pordenone Calcio | 1:0             | Cosenza Calcio        | 1:0      | 0:0       |
| AS Livorno       | 3:4             | AC Reggiana           | 1:2      | 2:2 n. V. |

### Halbfinale
| Datum                   |                       | Ergebnis              |                  |
| ----------------------- | --------------------- | --------------------- | ---------------- |
| 13.06.2017 um 20:45 Uhr | Parma Calcio          | 1:1 (1:0) (5:4 i. E.) | Pordenone Calcio |
| 14.06.2017 um 20:45 Uhr | US Alessandria Calcio | 2:1 (1:0)             | AC Reggiana      |

### Finale
| Datum                   |              | Ergebnis  |                       |
| ----------------------- | ------------ | --------- | --------------------- |
| 17.06.2017 um 18:00 Uhr | Parma Calcio | 2:0 (1:0) | US Alessandria Calcio |

Damit setzte sich Parma Calcio in den Playoffs um den Aufstieg in die Serie B 2017/18 durch und schaffte damit genauso wie der FC Venedig den Durchmarsch von der vierten in die zweite Liga.

## Verweise